# کلابشه جدید

کلابشه جدید (انگلیسی: New Kalabsha)، سنگپوزی در نزدیکی اسوان در مصر است. این محوطه طی تلاش بین‌المللی برای حفظ یادمان‌های نوبه ساخته شد و شامل چندین معبد، سازه و سایر آثار باقی‌مانده از کلابشه است که بعد از شکل‌گیری دریاچه ناصر به این محوطه منتقل شدند تا از آثار بالا آمدن آب در سایت پیشین در امان بمانند. این محوطه شامل «معبد کلابشه»، «معبد جرف حسین»، «معبد بیت والی»، «کوشک قرطاسی» و «معبد دیدون» می‌شود.